# Se Vira Aí
"Se Vira Aí" é uma canção da cantora brasileira Joelma, gravada para seu álbum de estreia solo Joelma (2016). Uma versão com participação do cantor brasileiro Zé Felipe foi lançada em 6 de abril de 2018 de forma independente.

## Antecedentes e lançamento
"Se Vira Aí" foi lançada através da Universal Music em 24 de março de 2016 como a segunda faixa do extended play (EP) de estreia solo de Joelma, o autointitulado Joelma, divulgado como uma prévia do seu primeiro álbum de estúdio; o álbum homônimo foi lançado em 29 de abril de 2016, contendo "Se Vira Aí" como a terceira faixa. Em 16 de dezembro de 2017, Joelma anunciou uma colaboração com o cantor Zé Felipe em suas contas nas redes sociais, durante um encontro que os dois cantores tiveram. Ela contou que foi Zé Felipe que escolheu a canção para ser interpretada pelos dois cantores: "Eu apresentei uma música que eu gravei inédita, mas ele preferiu gravar uma música que eu já tinha gravado. Eu achei muito legal porque deu uma cara nova e ele é um cara muito bacana [...]". "Se Vira Aí" foi a escolhida e foi relançada com a participação de Zé Felipe em 6 de abril de 2018.

## Composição
"Se Vira Aí" foi composta por Cecílio Nena e Zel Moreira. Para Vinícius Cunha, do Gshow, a canção "afirma que quem saiu perdendo na convivência foi o outro lado" e diz que a letra "caberia perfeitamente em música dos sertanejos Henrique & Juliano e Jorge & Mateus". Joelma caracterizou a música como uma fusão de cúmbia e zouk.

## Vídeo musical
O videoclipe de "Se Vira Aí" foi dirigido por Bruno Fioravanti e estreou no programa Vídeo Show, da TV Globo, em 5 de abril de 2018. As gravações ocorreram em 23 de janeiro de 2018 no Mercado Ver-o-Peso, em Belém. Zé Felipe explicou a escolha da cidade para o videoclipe dizendo: "Falei pra Joelma: temos que gravar na sua terra, temos que gravar no Pará, mostrar um pouco mais da sua cultura, mostrar um pouco do seu povo." No vídeo, Joelma veste três figurinos diferentes, como uma camiseta verde, shorts preto e um sapato com plumas brancas e outro com camisa branca e botas estampadas.

## Apresentações ao vivo
Joelma cantou "Se Vira Aí" ao vivo em várias ocasiões durante sua promoção em 2018, principalmente em programas de televisão. Ela fez a primeira apresentação televisionada da canção no Programa do Ratinho em 18 de abril de 2018. No dia 30 do mesmo mês, a cantora a interpretou no The Noite com Danilo Gentili. Em maio, ela performou a canção nos programas Eliana, Todo Seu, Mariana Godoy Entrevista, Agora É com Datena, Ritmo Brasil e Hora do Faro. Em junho, a canção foi apresentada no Encontro com Fátima Bernardes, Altas Horas e Conversa com Bial.

## Vendas e certificações
| Região                                                        | Certificação | Vendas  |
| ------------------------------------------------------------- | ------------ | ------- |
| Brasil (Pro-Música Brasil)                                    | Ouro         | 40,000‡ |
| ‡vendas+valores de streaming baseados somente na certificação |              |         |